# Cape Mesurado
Cape Mesurado är en udde i Liberias huvudstad Monrovia.   Den ligger i regionen Montserrado County, i den västra delen av landet.